# گو شیائو
گو شیائو (انگلیسی: Gu Xiao؛ زادهٔ ۱۸ مارس ۱۹۹۳) شناگر شنای موزون اهل چین است.
وی در مسابقات کشوری و بین‌المللی در مجموع برندهٔ ۴ مدال طلا، ۴ مدال نقره شده‌است.